# Alte Salzstraße

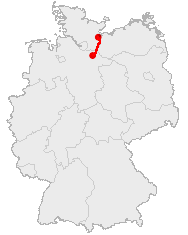

De Alte Salzstraße is een toeristische autoroute in Baden-Württemberg, Duitsland. De bewegwijzerde route van 113 kilometer loopt van Lüneburg, Lauenburg, Schwarzenbek, Mölln, Fredeburg tot Lübeck. De route werd vernoemd naar de oude zouthandelsweg; er is ook een soortgelijke langeafstandsfietsroute over een ander tracé dan de autoroute.